# Postmoderne Architektur

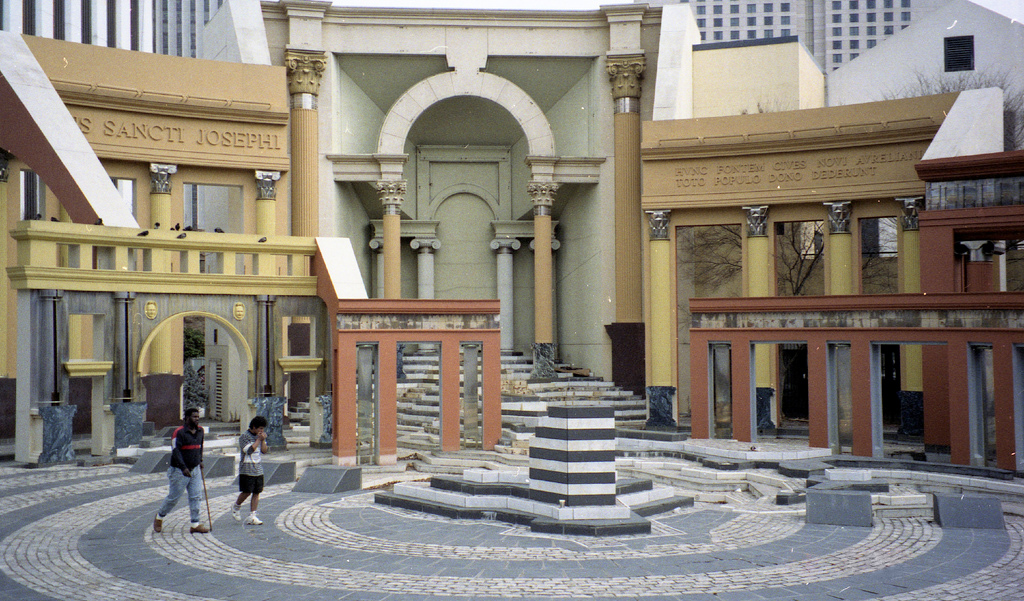
Die Piazza d’Italia in New Orleans von Charles Willard Moore (1978)

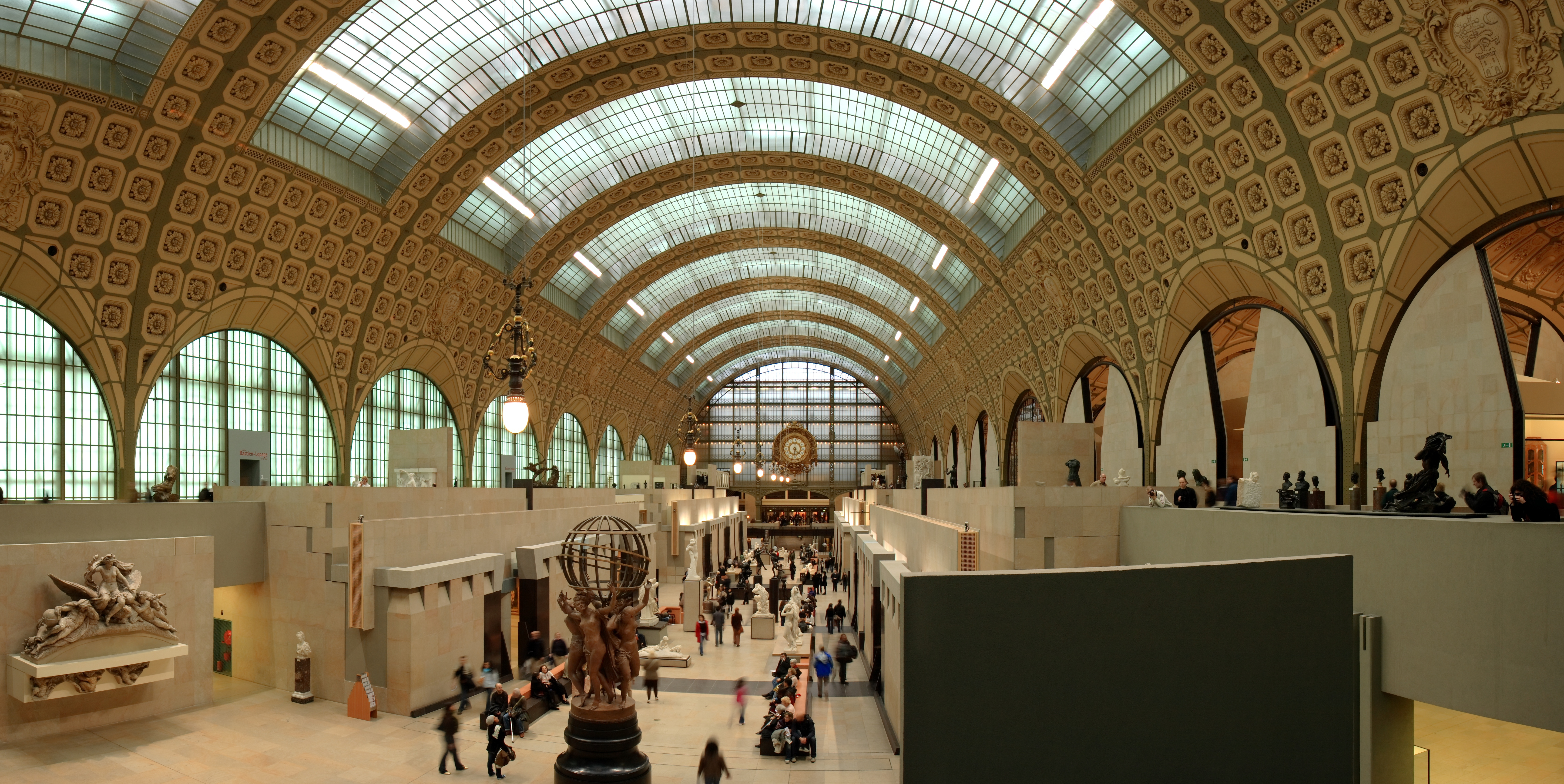
Die Einbauten der zum Musée d’Orsay ausgebauten ehemaligen Bahnhofshalle in Paris wurden von Gae Aulenti in postmodernem Stil entworfen. Die Architektur tritt in starke Konkurrenz zu den Exponaten.

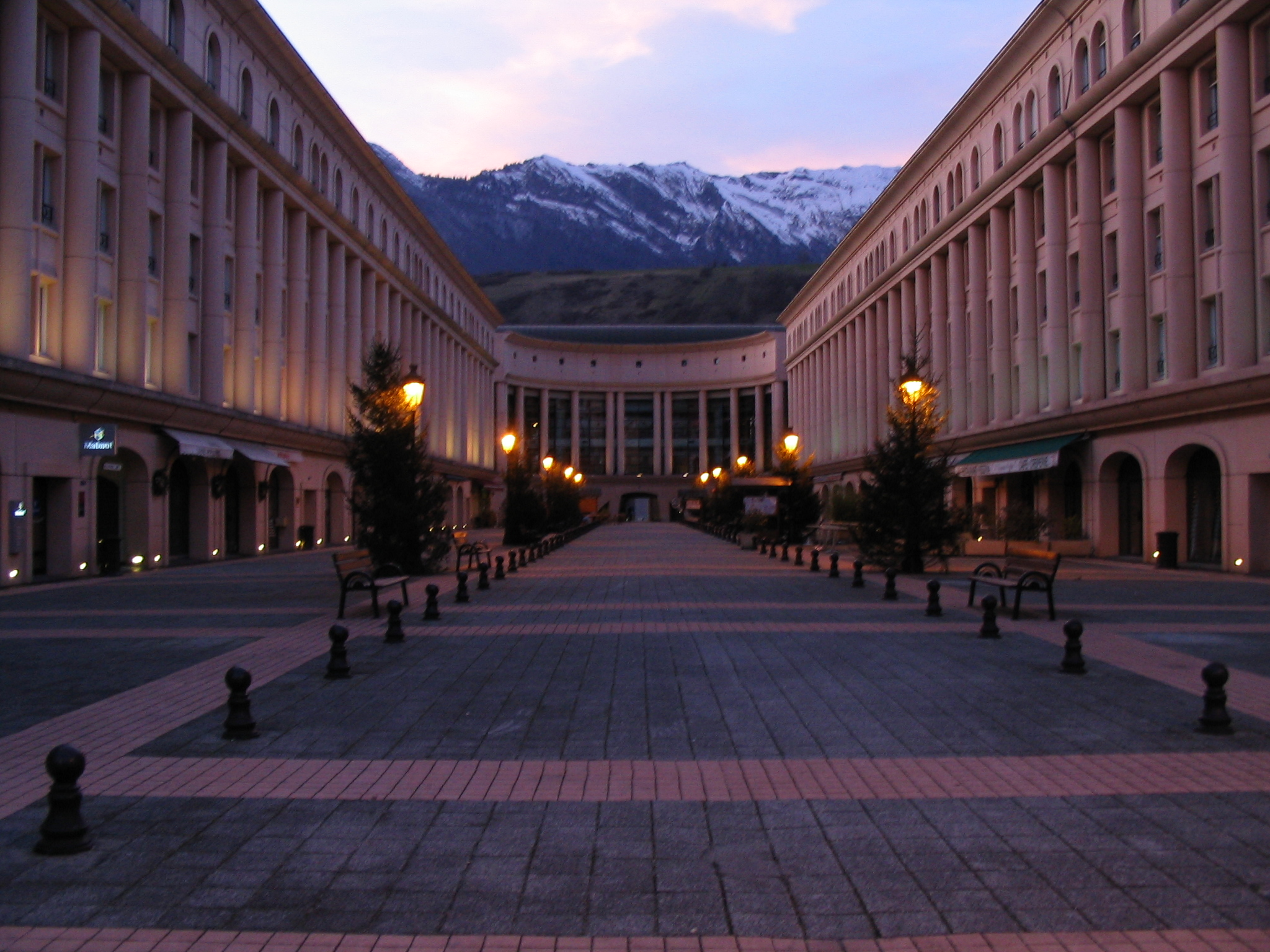
Place de l’Europe, Albertville, Frankreich von Jean-Jacques Moisseau – ein Ensemble im Stil des Neoklassizismus

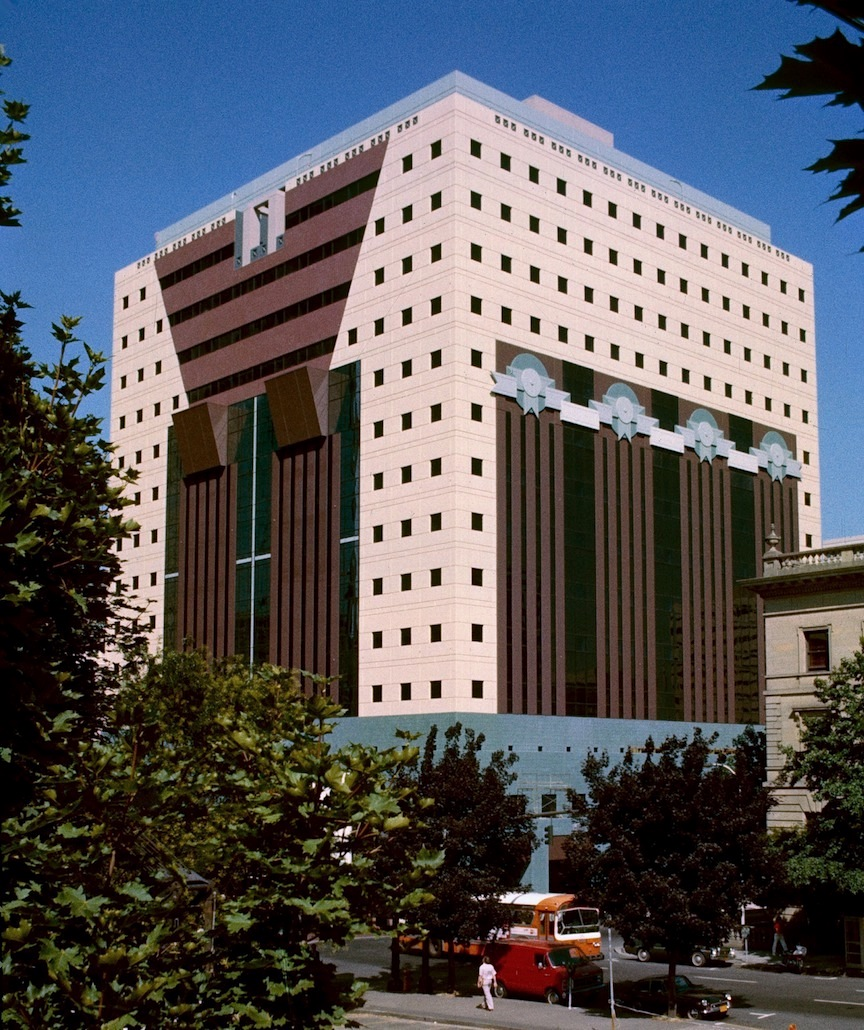
Das Portland Building von Michael Graves (1982)

Als postmoderne Architektur wird heute in der Regel eine Tendenz in der Architektur bezeichnet, die ausgehend von den Ideen der Postmoderne in den 1960er-Jahren in den USA entstand und in den 1980er-Jahren vornehmlich in westlichen Ländern große Bedeutung erlangte.

## Der Begriff Postmoderne
Der Begriff der Postmoderne selbst geht zurück auf einen Diskurs, der unter Philosophen in Frankreich geführt wurde. Geprägt hat ihn dort Jean-François Lyotard („Das postmoderne Wissen“, „Postmoderne für Kinder“; Passagen, Wien). Charles Jencks nahm den in den Geisteswissenschaften und der Literaturwissenschaft kursierenden Begriff in seine Architekturtheorie auf und übertrug ihn Mitte der 1970er Jahre auf Architektur und Urbanistik. Unter dem Einfluss des Strukturalismus und unter Nutzung von Schlüsselbegriffen der Semiotik entwickelte er einen theoretischen Rahmen für die Beurteilungen von Gebautem im Hinblick auf das Wirkungsgefüge kultureller Symbole. Den gestalterischen Ergebnissen des Funktionalismus der Moderne bescheinigte er dabei, durch Verzicht auf kulturelle Symbolik eine kommunikative Verbindung zu den Menschen verloren zu haben. Eine Reihe von Strömungen, die diese Verbindung nach seiner Theorie wieder entwickelten, bezeichnete er als postmoderne Architektur.
Die Verwendung des Begriffs Postmoderne in der Architekturdiskussion weicht allerdings häufig von geistes- und gesellschaftswissenschaftlichen Definitionen des Begriffs ab. Dort wird die Postmoderne in Verbindung gebracht mit dem Entstehen einer postindustriellen Gesellschaft, mit dem Unglaubwürdig-Werden der großen Utopien der Moderne (z. B. des Sozialismus oder der Rationalität) oder anderen Phänomenen des grundlegenden gesellschaftlichen Wandels.
Im Bereich der Architektur und des Städtebaus ist die Postmoderne tendenziell als die Ablehnung eines doktrinären Verbindlichkeitsanspruches und als eine pluralistische Grundhaltung in Bezug auf Methoden und Konzepte im Sinne eines „anything goes“ zu verstehen.
In diesem Sinne wurde der Begriff auch von vielen Vertretern der architektonischen Postmoderne während der 1980er Jahre verstanden, teils auch noch heute. Die Architektur der Postmoderne wurde als Teil des großen Projekts der Postmoderne begriffen und somit als völlig neues Phänomen im Vergleich zu den Strömungen der architektonischen Moderne. Da es in der zugrundeliegenden geistes- und gesellschaftswissenschaftlichen Postmoderne-Diskussion bereits sehr unterschiedliche Auffassungen darüber gibt, wie der Begriff Moderne zu definieren sei, ist eine klare Unterscheidung aber nicht ganz einfach. Als zeitgenössische Bewegung zur Postmoderne kann der kritische Regionalismus angesehen werden.
Heute gilt die architektonische Postmoderne nach weitverbreiteter Interpretation bereits als Teil der Architekturgeschichte und wird somit als eine Art Architekturstil begriffen, als eine von vielen Strömungen der Kunst und Architektur des 20. Jahrhunderts.

## Grundsätze und Merkmale
Die Postmoderne sieht Tradition nicht als etwas, das überwunden werden muss (so wie es in der Moderne geschah), sondern betrachtet sie als Sammlung von Möglichkeiten, der sie sich bedient. Es werden Gestalt- und Stilelemente der Vergangenheit zitiert, ohne dass diese einen funktionellen Zweck erfüllen müssen. Sie verwendet oft Architekturzitate, ist also eklektizistisch.
Die Postmoderne lehnt bloßen Funktionalismus ab. Die Fassade wird zum Bedeutungsträger des Gebäudes und bewirkt, dass postmoderne Bauwerke Geschichten erzählen. Das wird durch die Verwendung von Schmuck, Ornamenten, Symbolen oder Zeichen erreicht. Beton ist kaum sichtbar (damit auch eine Abgrenzung zum Brutalismus), da er mit verschiedensten Materialien oft bunt verziert wird.
Weiterhin soll sich die Architektur in Vorhandenes einordnen und dieses ergänzen. Damit setzt sich die Postmoderne vom Skulptur-Gedanken des Expressionismus ab, der ein Bauwerk als völlig eigenständiges bildhauerisches Werk sieht, und nimmt schon die Richtung des Ensemble-Gedankens vorweg. So soll postmoderne Architektur keinem Einheitsstil folgen, sondern eine Architektur für den spezifischen Ort darstellen. Durch die Anwendung dieser Grundsätze entsteht eine unverwechselbare, überraschende und zugleich phantasievolle Architektur, die in keine Schublade passt. Grundsätzlich gilt nicht form follows function (der Leitsatz des modernistischen Designs), sondern form follows fiction.
Dass die postmoderne Architektur sich in ihr Umfeld einfügt, wird allerdings von Fredric Jameson bestritten, der darauf hinweist, dass die postmodernen Gebäudeskulpturen aus ihrem urbanen Umfeld herausfallen.
Der spätere Postmodernismus gewinnt noch eine weitere Komponente, nämlich Internationalismus. Genauso zwanglos, wie man sich in der eigenen Geschichte bedienen kann, kann man sich auch weltweit bedienen. Damit ist die Postmoderne der stilistische Ausdruck der beginnenden Globalisierung (wo er Parallelen zur Weltmusik aufweist und etwa dem Jugendstil verwandt ist). Gleichzeitig demontiert die reifere Postmoderne zunehmend den Regionalismus, indem dem ortsüblichen gewachsenen Gemenge der Formensprachen – weiter dem Ironisierenden verpflichtet – das „Fremde“ bei- (und auch entgegen-) -gestellt wird.
Die postmoderne Architektur erklärte den „dekorierten Schuppen“ zum Ziel. Eine wichtige Rolle bei der „Wiederentdeckung der Stile“ spielte allerdings die Säule. Die Postmoderne setzte dabei hauptsächlich auf die Anwendung antiker, klassizistischer Architektursprache. Regionale Stilvariationen haben dabei weniger eine Rolle gespielt. Daher ist es nicht ohne Grund zum Vorwurf dürftiger geistiger Untermauerung der Postmoderne gekommen. Die Beliebigkeit und die zunehmende Verspieltheit haben den sachlich richtigen Anspruch einer Reform der Moderne konterkariert. Nach der durch die Postmoderne ausgelösten Wiederentdeckung der Stile ist eine überzeugende Anwendung jedoch meist ausgeblieben. Je nach urban-monumentaler Prägung des Gebäudes hätten die verwendeten Stilmerkmale der traditionellen regionalen und der monumentalen Bauweise abgestimmt werden müssen. Eine Renaissance der Postmoderne ist demnach wohl nur denkbar in der Form eines kritischen Regionalismus, der sich selbst nicht durch szeniastische Spielereien in Frage stellt.

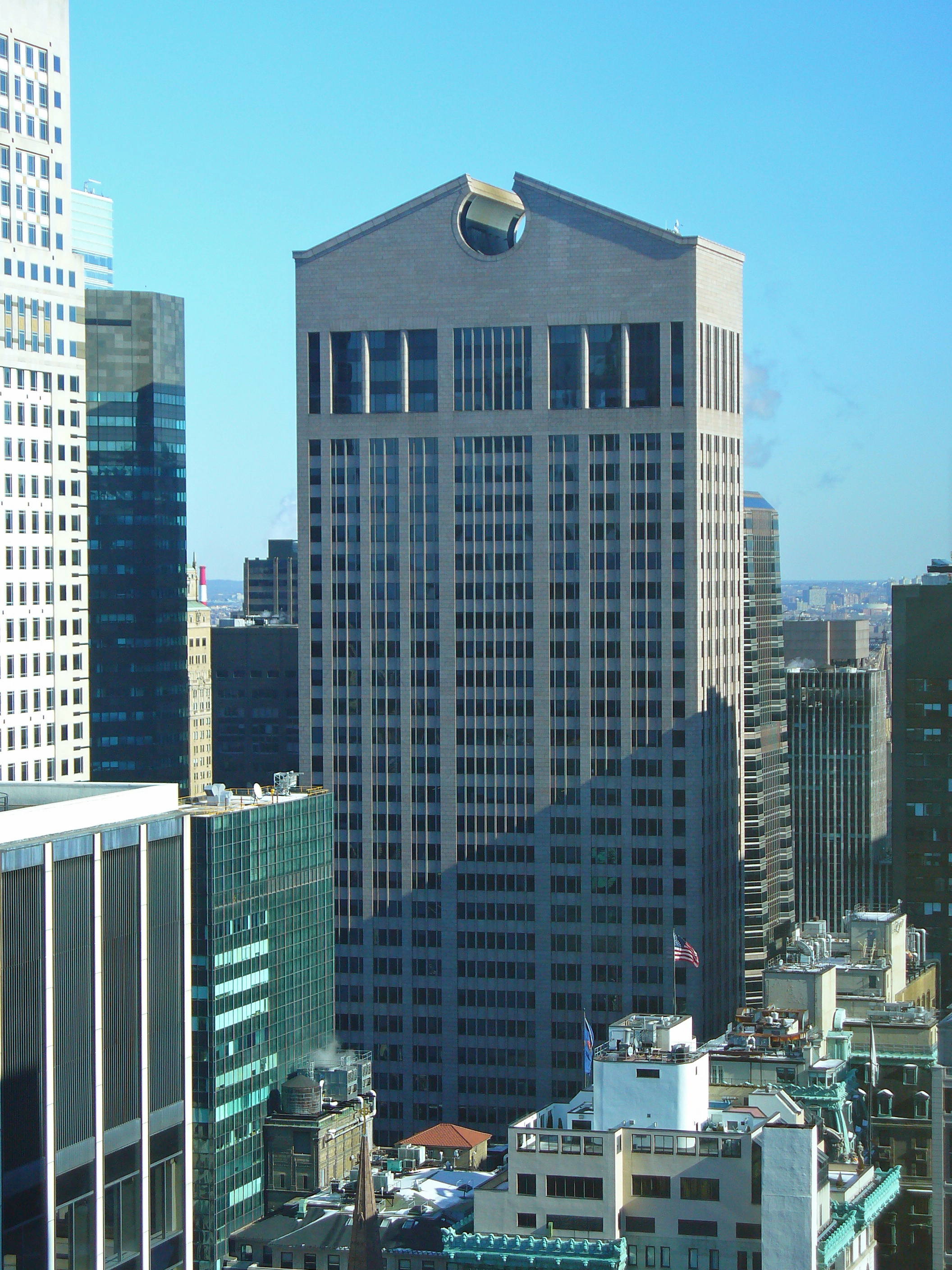
Das Sony Building, ehemals AT&T Building von Philip Johnson (1978–1984)

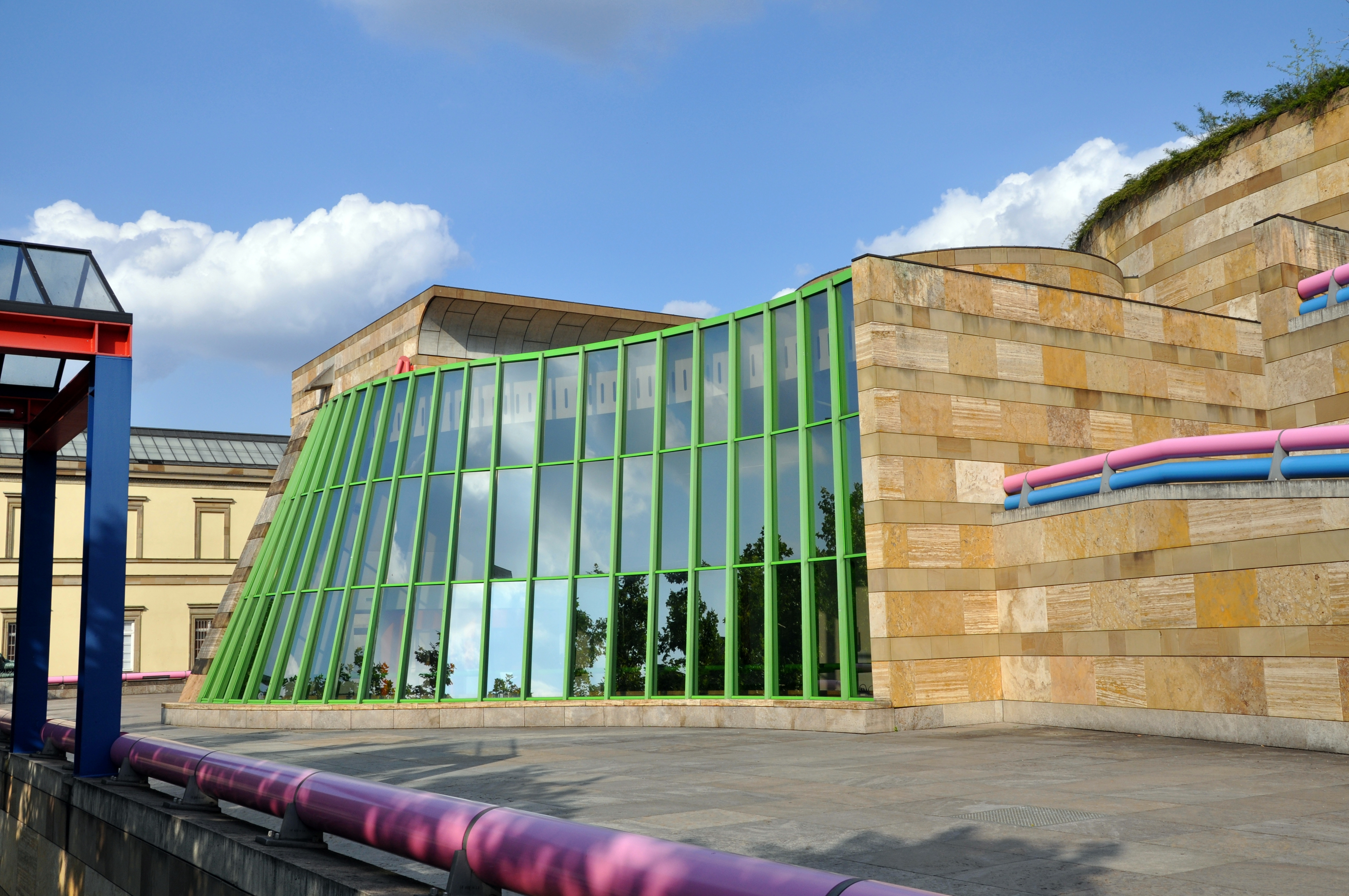
Neue Staatsgalerie Stuttgart von James Stirling (1984)

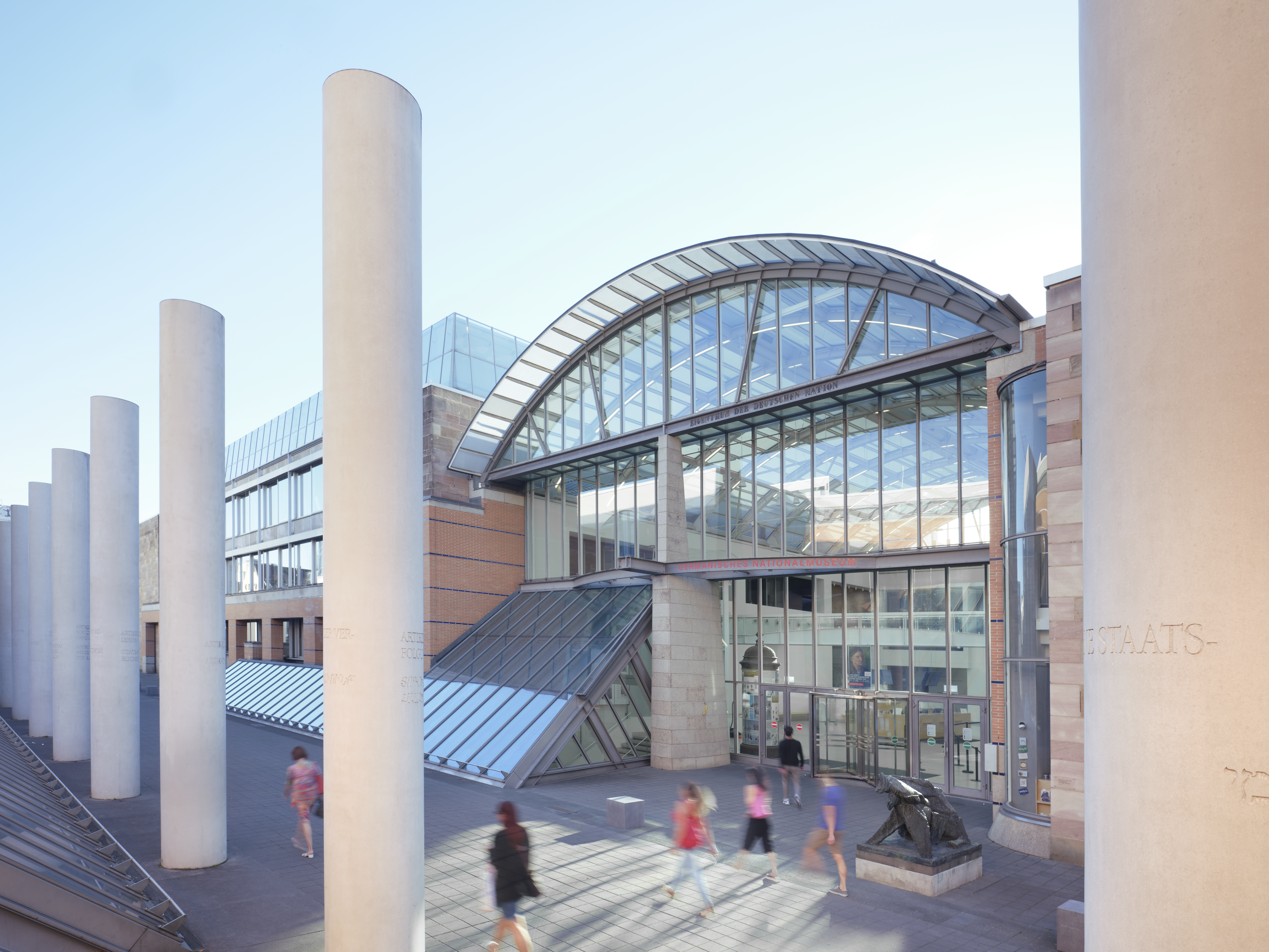
Germanisches Nationalmuseum und Straße der Menschenrechte in Nürnberg

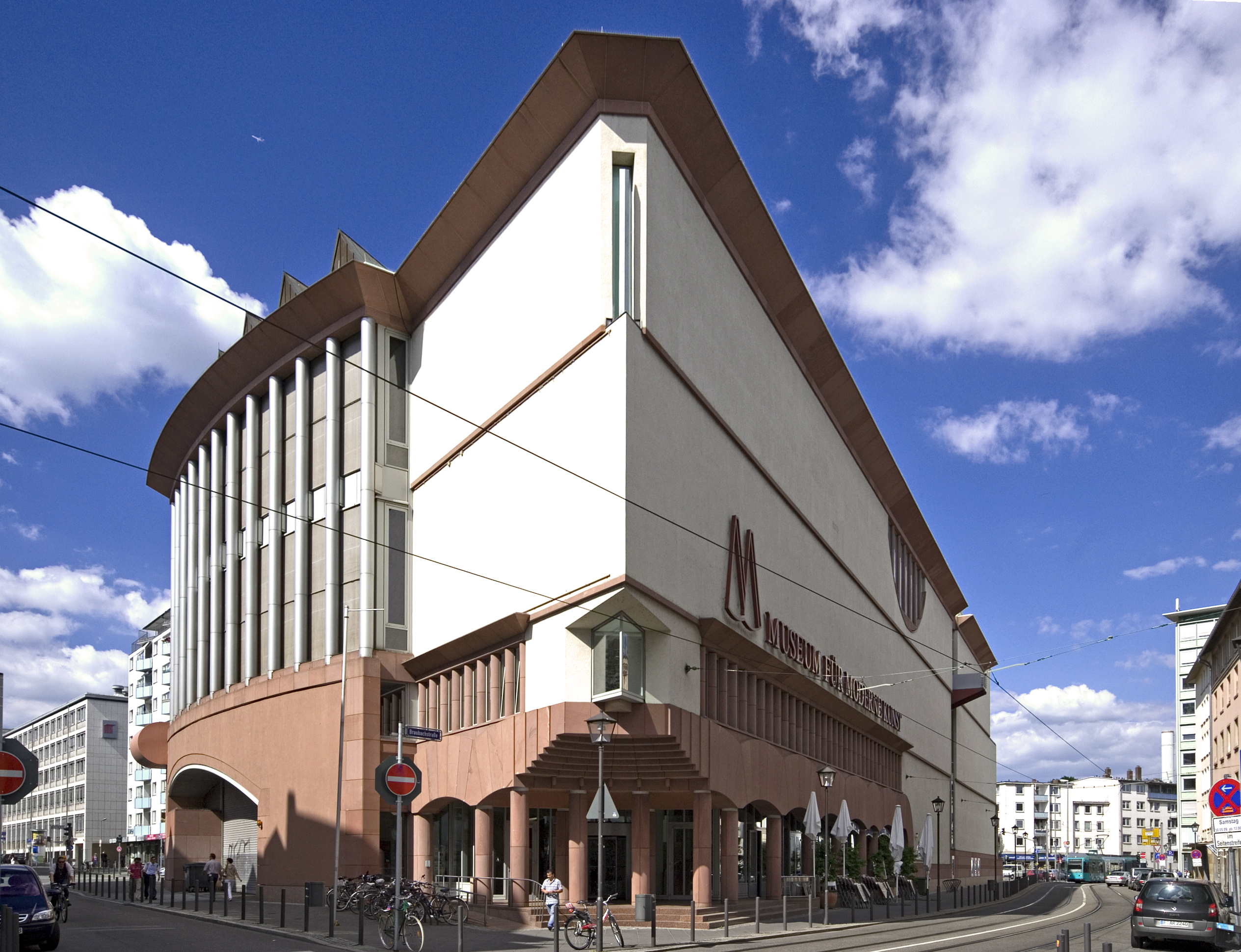
Museum für Moderne Kunst, Frankfurt

## Herausragende Architekten und Gebäude
Paolo Portoghesis und Vittorio Gigliottis Casa Baldi in Rom aus dem Jahr 1959 gilt als ein frühes Beispiel einer postmodernen Architektur.
Zum emblematischen Sinnbild postmoderner Architektur wurde das AT&T Building in New York City (1978–1984), ein Wolkenkratzer, den Philip Johnson und sein Partner John Burgee mit einem gesprengten Giebel nach Art einer Chippendale-Standuhr abschlossen.
Michael Graves wurde mit seinem 1982 fertiggestellten Portland Building in Portland bekannt. Stark historisierende Ansätze findet man bei den Gebrüdern Rob und Leon Krier, die aus Luxemburg stammen. Rob Krier wurde für seine Bebauung der Ritterstraße in Berlin-Kreuzberg zur Zeit der Internationalen Bauausstellung 1987 (IBA) sehr bekannt.
Die historisierende Postmoderne hat besondere Ausprägung in Großbritannien bei dem Architekten Terry Farrell. Ein formal strengerer Ansatz findet sich bei dem deutschen Architekten Oswald Mathias Ungers sowie bei dem italienischen Architekten Aldo Rossi.
Die Architekturdiskussion lässt sich auf die Polarität zwischen einem Rückgriff auf kulturelle Identitäten der Vergangenheit (‚Giebelmoderne‘) und Vorgriffen auf Möglichkeitsformen (‚Stil-Pluralismus‘) verkürzen. Der Stil-Pluralismus setzt (Dekonstruktivismus, ‚Blobs‘ etc.) als Gegengewicht zum verbindlichen Kanon der Architekturgeschichte radikal auf das Neue und Experimentelle.
Weitere Architekten sind Alexander Freiherr von Branca und Charles Willard Moore.

## Postmoderne in der Bundesrepublik Deutschland
Im Raum Köln-Bonn entstand bereits 1969 in Wesseling das Haus Nagel von Heinz Bienefeld, das im Nachhinein der Postmoderne zugerechnet wird. 1976 entstand in Bonn die Metropolitankirche Agia Trias.
Die Internationale Bauausstellung 1987 in West-Berlin war postmodern geprägt und wurde als behutsame Stadterneuerung kommuniziert.
Als bedeutende postmoderne Bauten in Deutschland gelten das 1982 eröffnete Städtische Museum Abteiberg in Mönchengladbach von Hans Hollein, die 1984 eröffnete Neue Staatsgalerie in Stuttgart von James Stirling, der Messeturm in Frankfurt am Main von Helmut Jahn und die Bebauung der Saalgasse ebenfalls in Frankfurt. Weitere herausragende postmoderne Gebäude in Deutschland sind die Kunst- und Ausstellungshalle der Bundesrepublik Deutschland in Bonn, das Museum für Moderne Kunst in Frankfurt und der Erweiterungsbau des Germanischen Nationalmuseums mit der Straße der Menschenrechte in Nürnberg.

## Entwicklung

### Kritik an der Moderne
Jane Jacobs kritisierte in ihrer 1961 veröffentlichten Analyse The Death and Life of Great American Cities die Entwicklung der amerikanischen Großstädte hin zu seelenlosen Gebilden ohne erlebbare Dichte und menschliche Qualität. Etwa zeitgleich beschäftigte sich auch Robert Venturi mit der durch die Architektur der Moderne geprägten amerikanischen Stadt in Complexity and Contradiction in Architecture (1966). In diesem berühmt gewordenen Werk konzentriert sich seine Kritik vor allem auf die fehlende Ikonologie und die Sprachlosigkeit moderner Architektur, was von ihm als Grund für das Ausbleiben menschlicher Dimensionen in derartiger Architektur und den von ihnen geprägten amerikanischen Großstädten verstanden wurde. Ironie in der Architektur wird bei Venturi großes Gewicht beigemessen, was die von ihm geforderte erzählerische Komponente von Architektur beispielhaft deutlich macht.

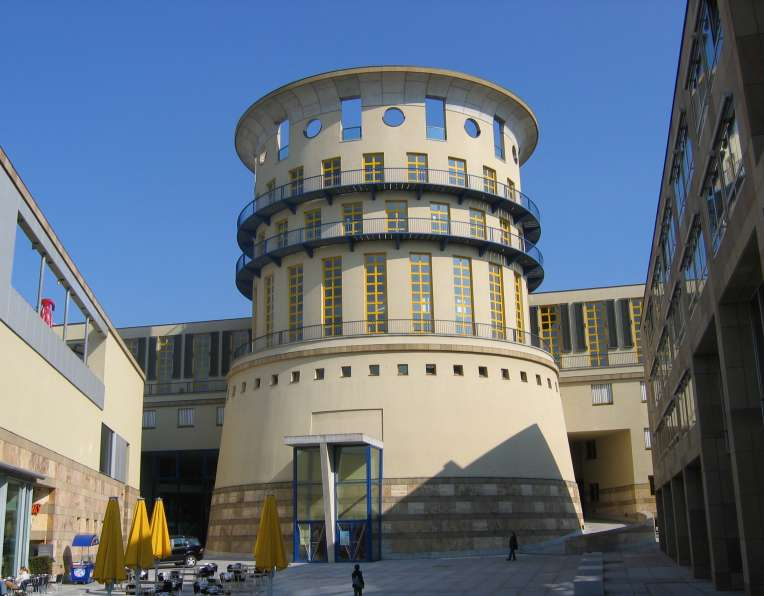
Hochschule für Musik und Darstellende Kunst Stuttgart von James Stirling

Die Bedeutung der Theorie für die Praxis zeigt sich zeitlich recht dicht folgend in dem Abriss von einigen aus Plattenmodulen errichteten vierzehnstöckigen Apartmenthäusern in St. Louis im Jahre 1972 (Pruitt-Igoe). Sie waren gerade zwanzig Jahre zuvor durch den Architekten Minoru Yamasaki errichtet worden und hatten damals immerhin eine sehr positive Aufnahme unter den Architekten der 1950er Jahre gefunden. Ähnliche Bauprojekte wurden in den 1950er-Jahren in Westeuropa und USA an vielen Stellen begonnen, das vielleicht berühmteste dieser modernen Experimente war Le Corbusiers unité d’habitation in Marseille. Der Ostblock folgte dieser Richtung in den späten 1960er-Jahren mit der, vor allem im durch den Krieg immer noch gezeichneten Ostdeutschland, stark ausgeprägten Plattenbauweise.

### Theoretische Grundlagen
Wenn der große Wendepunkt in der Architekturgeschichte des zwanzigsten Jahrhunderts – weg von der Ideologie der Moderne („Form follows function“), hin zu der etwa von Robert Venturi propagierten erzählerischen Vielfalt – mit dem Abriss der Häuser von St. Louis gleichgesetzt wird, geht dies auf den US-amerikanischen Architekturtheoretiker Charles Jencks zurück. Jencks hat in seinem Buch The Language of Postmodern Architecture das Bild von der Zerstörung der Siedlung Pruitt-Igoe, welches seit 1972 um die Welt geht, genutzt, um symbolisch das Ende der klassischen Moderne zeitlich festzuschreiben.
Venturi war es wiederum, der hier weiterdachte und zusammen mit Denise Scott Brown und Steven Izenour in Learning from Las Vegas (1972) auf die Verspieltheit der Architektur von Las Vegas als möglichen Ausweg verwies. Diese Auffassung von Venturi sollte sich auch in seiner Baupraxis niederschlagen. So nimmt das mit seinem Partner John Rauch 1976 errichtete Tucker House, Katonah/N.Y., historische Referenzen ebenso auf wie sein Brant-Johnson House in Vail, Colorado.
Der „dekorierte Schuppen“ ist ein Thema von Venturi/Scott-Brown, bei dem darauf hingewiesen wird, dass – wie in Las Vegas – einem Gebäude, das eigentlich eine banale Kiste ist, durch eine beliebige Fassade jegliches Aussehen gegeben werden kann. Der französische Philosoph Jean Baudrillard liefert zu dem Phänomen des Simulierten und des Simulacrum den theoretischen Hintergrund, indem er erklärt, dass sich der Anschein – hier die Fassade – zunehmend nicht nur löst, sondern komplett verselbstständigt. Die Dekoration ist dabei beliebig – kann also auch über historische Motive versuchen, Geborgenheit zu simulieren oder gar in der menschlichen Wahrnehmung zu erzeugen. Diese Spielart der architektonischen Postmoderne wird nicht von großen Architekten entwickelt, sondern von ihnen in der Alltagsarchitektur entdeckt und weiterverwendet.
Paolo Portoghesi gilt als einer der wichtigsten theoretischen Wegbereiter der Postmodernen Architektur. Auf der Biennale von Venedig im Jahr 1980 organisierte er eine Ausstellung zur postmodernen Architektur unter dem Titel: Die Gegenwart der Vergangenheit. Diese Ausstellung, die nach dem Abbau noch in Paris und San Francisco gezeigt wurde, schaffte es, eine Synthese der damals vorhandenen verschiedenen Strömungen der nachmodernen Architektur darzustellen. Die Ausstellung war mit mehr als 2.000 Besuchern täglich ein Publikumserfolg. Obwohl die Fachdiskussion kontrovers war, löste die Ausstellung eine Fülle von Veröffentlichungen zu dem Thema aus. Sie gilt als Schlüsselereignis einer umfassenden theoretischen Aufbereitung der Postmodernen Architektur.
In The Language of Postmodern Architecture hat Charles Jencks auch erstmals all jene verschiedenartigen Ansätze zusammengefasst, die Auswege aus der Krise einer von Bauträgern funktionalisierten Sprache der Moderne aufzeigten. Damit hatte der in London lebende Jencks entscheidend zur Popularisierung einer „neuen“ Architektur beigetragen, als sein Buch in viele Sprachen übersetzt wurde (auch auf Deutsch: Die Sprache der postmodernen Architektur, DVA) und eine hohe Auflage erreichte.
Im Gegensatz zur öffentlichen Wahrnehmung postmoderner Architektur – mit der Motivik klassischer Architektur (Säulenreihen, Architrave und Gesimse) – seit der zweiten Hälfte der 1970er Jahre, hat Lyotard stets betont, dass es der Postmoderne darum gehen müsse, „einige Wesenszüge der Moderne zu re-digieren“.
Ausschlaggebend für diese Neuformierung der Architektur war die Biennale von Venedig im Jahr 1980, wo eine Gruppe von amerikanischen und westeuropäischen Architekten Entwürfe für eine Ausstellung mit dem Titel Die Gegenwart der Vergangenheit anfertigten.

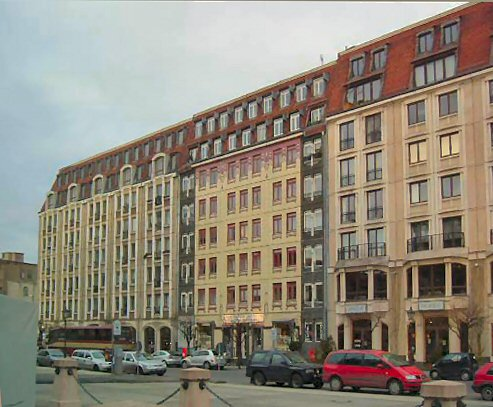
Plattenbau am Gendarmenmarkt in Berlin

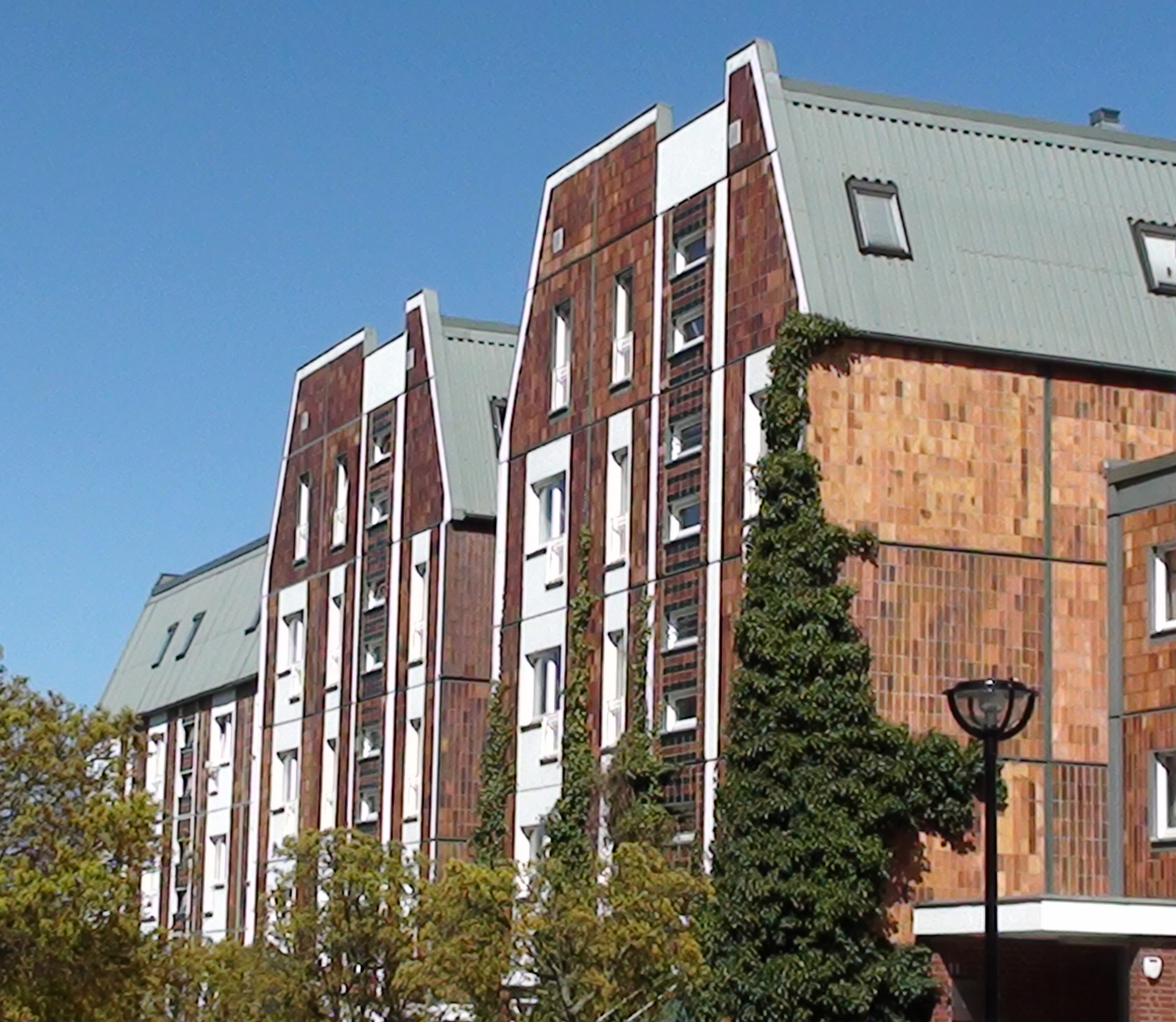
Hanseatischer Plattenbau im Rostocker Hafenviertel

### Sozialistische Postmoderne (1980–1990)
In den sozialistischen Staaten des Warschauer Paktes setzte die Entwicklung der postmodernen Architektur, begünstigt von einer politischen Kehrtwende im kulturellen und städtebaulichen Planungsbereich, erst ab den frühen Achtzigern ein.
Speziell in den Stadtzentren der DDR und Polens, die durch Kriegszerstörungen und einen monolithisch-brachialen Wiederaufbau sowohl in klassizistischer wie modernistischer Art ihrer alten Strukturen – und Grundfunktionen als Stadtmitten – entledigt worden waren, besann man sich auf die Notwendigkeit einer abschließenden Verdichtung der alten Ortskerne im Sinne mitteleuropäischer Traditionen. Aufgrund der allgemein schwierigen wirtschaftlichen Lage und der Nichtverfügbarkeit vieler westlicher Baumaterialien wurden durch Architektenkollektive vorwiegend Konzepte auf Basis der Plattenbauweise erarbeitet. Weit stärker als die ironisierende, vom individuellen Geschmack des Architekten abhängige Postmoderne des Westens war das „kritisch-traditionalistische Bauen“ des Sozialismus kulturpolitisch themen- und plangebunden und kann als verspätete, kritische Fortführung der Nationalen Bautraditionen der Fünfziger angesehen werden. Im Unterschied zu dieser politisch-ideologisch überfrachteten (Kampf)Architektur prägten nun relative Kleinteiligkeit, fast biedermeierliche Unpolitischkeit und eine maßstäbliche Orientierung der Neubauten an überlieferten Stadtgrundrissen die neuen Prämissen der Städteplanung.

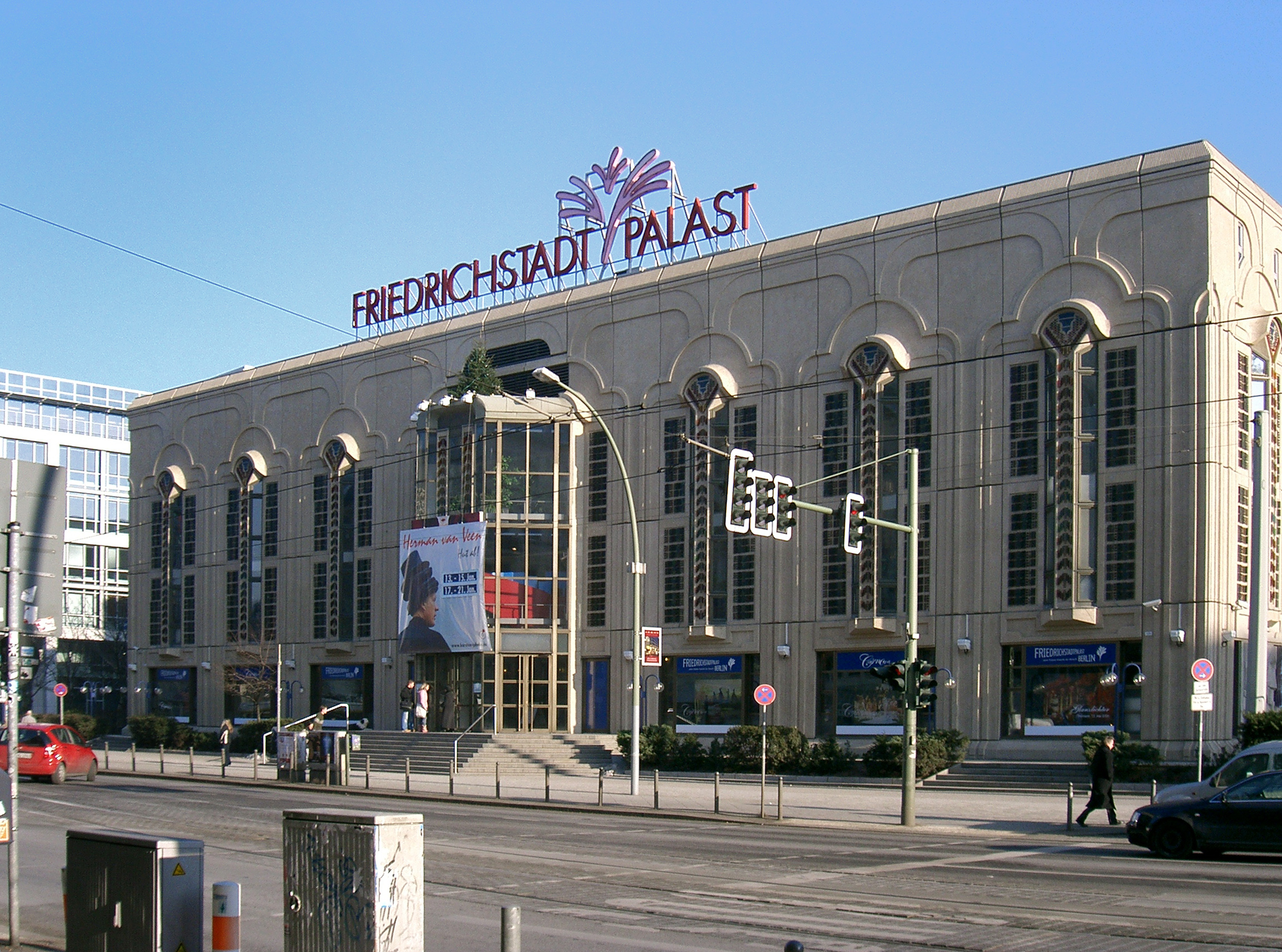
Friedrichstadt-Palast, 1984 eröffnet

Wiederherstellung der alten, regionalen Stadtbilder in neuem, aufwendigen Rahmen, beispielsweise beim Fünfgiebelhaus in Rostock oder den Bauten am Gendarmenmarkt (Platz der Akademie) in Berlin, gingen Hand in Hand mit einer recht uniformen Neu- und Umgestaltung zweitrangiger Quartiere durch seriell gefertigte Plattenbauten, die sich von ihren Vorgängern der 1960er und 1970er Jahre nur durch gewinkelte Grundrisse, wenige neugefaßte Plattenelemente im Eingangs- und Treppenbereich sowie ein standardisiertes Pult- oder Mansarddach unterschieden. Beispiele für diese, weitaus häufigste Form der sozialistischen Stadtsanierung waren Brunos Warte in Halle, der Norden der Erfurter Innenstadt, das Hafenviertel in Rostock, das wendische Quartier in Cottbus sowie die Umgestaltung des Stadtkerns von Gera im Raum der Greizer Straße. Vorausgehend wurden allerdings die existierenden Stadtquartiere, oft in ruinösem Zustand, großflächig abgerissen und die gewachsenen Stadtbilder weiter standardisiert. Gerade in den kleineren Städten der DDR sowie der VR Polen (oft kriegszerstörte Kerne in den 1945 von Deutschland übernommenen Gebieten, z. B. Glogau, Liegnitz, Cammin, Elbing oder Brieg) bestand von offizieller Seite keine Alternative zur Flächensanierung, da staatliche Zuschüsse und Mittel zur Einzelsanierung sehr begrenzt bzw. überhaupt nicht vorhanden waren. Die wenigen Mittel flossen zumeist in die Sanierung intakter Stadtkerne, z. B. Quedlinburg, Greifswald oder Freiberg in der DDR; Danzig, Breslau und Hirschberg in der VR Polen, Budweis, Krumau, Brünn in der CSSR. Allerdings sind postmodern anmutende, expressive Bauformen sowohl bei Gesellschafts- wie Wohnbauten in der VR Ungarn sowie der CSSR seit den Siebzigern keine Seltenheit mehr gewesen. Diese Postmoderne zitierte offener westliche Vorbilder und spielerische Ironien als die ernsthaftere DDR-Architektur.
Abseits der Stadtkerne fand vor allem in der DDR die Postmoderne Anwendung als Lückenfüller und Platzhalter in gründerzeitlichen Stadträumen; hier aufgrund der ähnlichen Grundrissstrukturen, der ähnlichen Dachgestaltung (Pult- bzw. Mansarddächer) und Blockhaftigkeit zweckdienlicher als in vormals verwinkelten Altstädten wie Erfurt oder einer strengen Sechzigermoderne konträr gegenübergestellt, wie in Dresden (Neumarkt). In jedem Falle stellten die Neubauten angesichts der verheerenden Zustände von Altbauquartieren und den unzureichenden Qualitäten der industriellen Wohnbauten vorangegangener Jahrzehnte eine Verbesserung der Wohnqualität dar und waren bei der Bevölkerung begehrt.
Anders als in den 1950er-Jahren fand über die Neuerforschung und Interpretation des baulichen Kulturerbes hinaus auch erstmals eine differenzierte Auseinandersetzung mit der bürgerlichen Kultur des Westens statt, auf die man sich mehr oder weniger bewusst in Architektursprache und kulturhistorischer Begründung bezog. Neben dem konventionellen Historismus suchte man auch nach einer Neupositionierung zum Jugendstil, der in der staatlichen Forschung ebenfalls bis dahin ignoriert und als bürgerlich-dekadente Träumerei verfemt worden war und nun zum Untersuchungsobjekt wurde. Der Friedrichstadt-Palast in Berlin, eine Mischung aus Art-déco- und Jugendstilelementen an einem ansonsten monolithischen Baukörper, ist das wohl herausragendste und umstrittenste Werk dieser Episode.

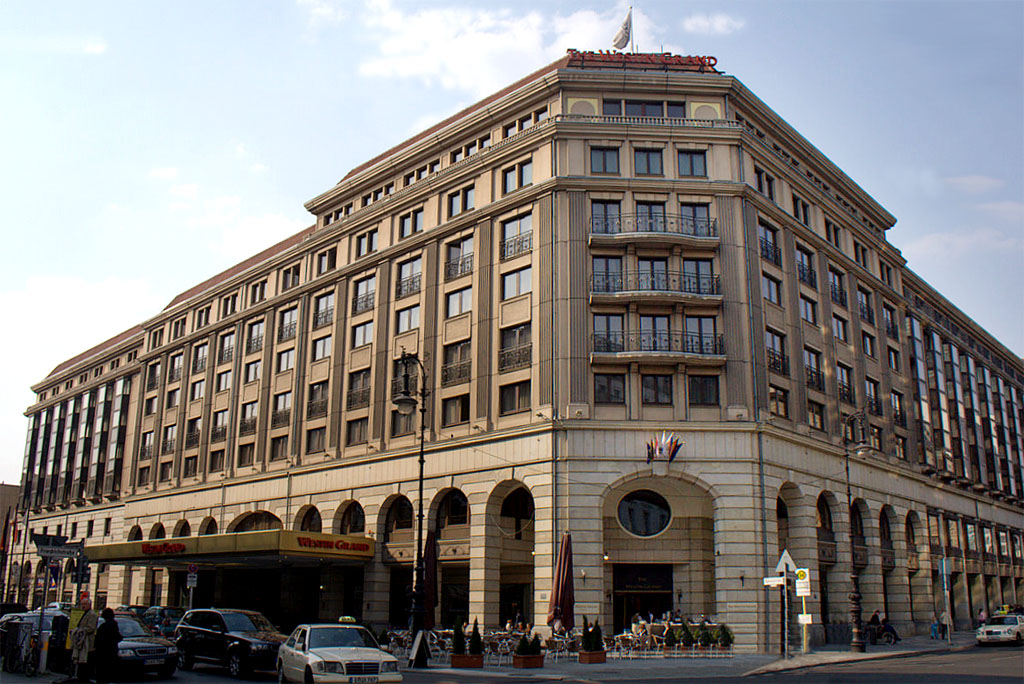
Interhotel Grand Hotel Berlin, 1987 in der Friedrichstraße eröffnet

Gleichzeitig begann man in den Planungsbehörden, die offene Zusammenarbeit mit westlichen Stellen und Unternehmen zu suchen und sich an westlichen Vorbildern neu zu orientieren. Besonders wurde diese politische Kehrtwende beim Bau repräsentativer Hotel- und Gesellschaftsbauten in Berlin und Dresden (Interhotels) deutlich, für deren Ausführung bzw. Hilfestellung man „unverdächtige“ westliche Firmen aus Schweden, Dänemark, Frankreich und Japan beauftragte. Bekannte Objekte waren hierbei die Hotelbauten am Neumarkt und das Bellevue in Dresden sowie das heutige Hotel Hilton in Ost-Berlin. In unmittelbarer Nachbarschaft an letzteres entstanden am heutigen Gendarmenmarkt in Berlin eine ganze Reihe repräsentativer Wohn- und Geschäftsbauten, die sich beinahe rekonstruktiv an historische Vorbilder anlehnten, jedoch unter Beibehaltung der Plattenbauweise. Weniger rekonstruktiv und authentisch, dafür umso umstrittener und politisch aufgeladen, wird das Nikolaiviertel in Berlin heute als stellvertretend für die DDR-Postmoderne, ihrer Stärken und Schwächen überhaupt angesehen. In gewissem Maße ist das Nikolaiviertel in stärkerem Maße an die Bauphilosophie der westlichen Postmoderne angelehnt, die eine vollständige Rekonstruktion und einhergehende Traditionalismen ebenfalls ablehnte, daher Ornamente sowie Bauformen eher abstrahierte als kopierte. Die ideologische Widersprüchlichkeit zwischen sozialistischem Anspruch und der Hinwendung zu bürgerlichen Bauformen blieb auch hier bestehen, verschärft durch eine Kitsch-Debatte im In- und Ausland infolge einer als willkürlich empfundenen Versetzung rekonstruierter Gebäude (Gaststätte Zum Nußbaum) mit bezuglosem Zitieren und Verfremden traditioneller Stilformen.
Beide Quartiere wurden ungeachtet stilistischer und ideologischer Diskussionen auch aus anderer Sicht kritisch gesehen. Gerade aufgrund ihrer Aufwendigkeit und Qualität, die sich von den Neubauten der Provinz beträchtlich unterschied, waren sie für den Rest der DDR-Bevölkerung ein Beispiel für eine zunehmende Abgehobenheit der DDR-Führung, aufgrund derer man sich in teure Repräsentation und widersprüchliche Anbiederung an westliche Devisenbringer flüchtete, derweil man der Normalbevölkerung die Annehmlichkeiten der Westöffnung weiterhin vorenthielt. Beispielsweise waren die Hotelbauten wie das Bellevue in Dresden ausschließlich als Devisenhotels ausgewiesen und nicht für Ostmark-Besitzer vorgesehen.
Gegen Ende der DDR wurden die Entwürfe und Neubauten jedoch zunehmend westlicher, das heißt der Anteil an Glasfassaden, Flach- und Terrassendächern und aufwendigen Baumaterialien – in Widerspruch zur fortschreitenden Wirtschaftsmisere – höher, auch wurde die Plattenbauweise aufgrund ihres begrenzten Formenrepartoires zunehmend hinterfragt. In neuen Plänen und Bauausstellungen der Wendezeit, etwa für die Innenstadt von Leipzig, zeigten sich vor dem Mauerfall bereits die künftigen Formen der stahl- und glasgeprägten Investorenmoderne, welche bald die Nachwendezentren ostdeutscher Städte prägen sollten.

### Zeitgenössische Postmoderne

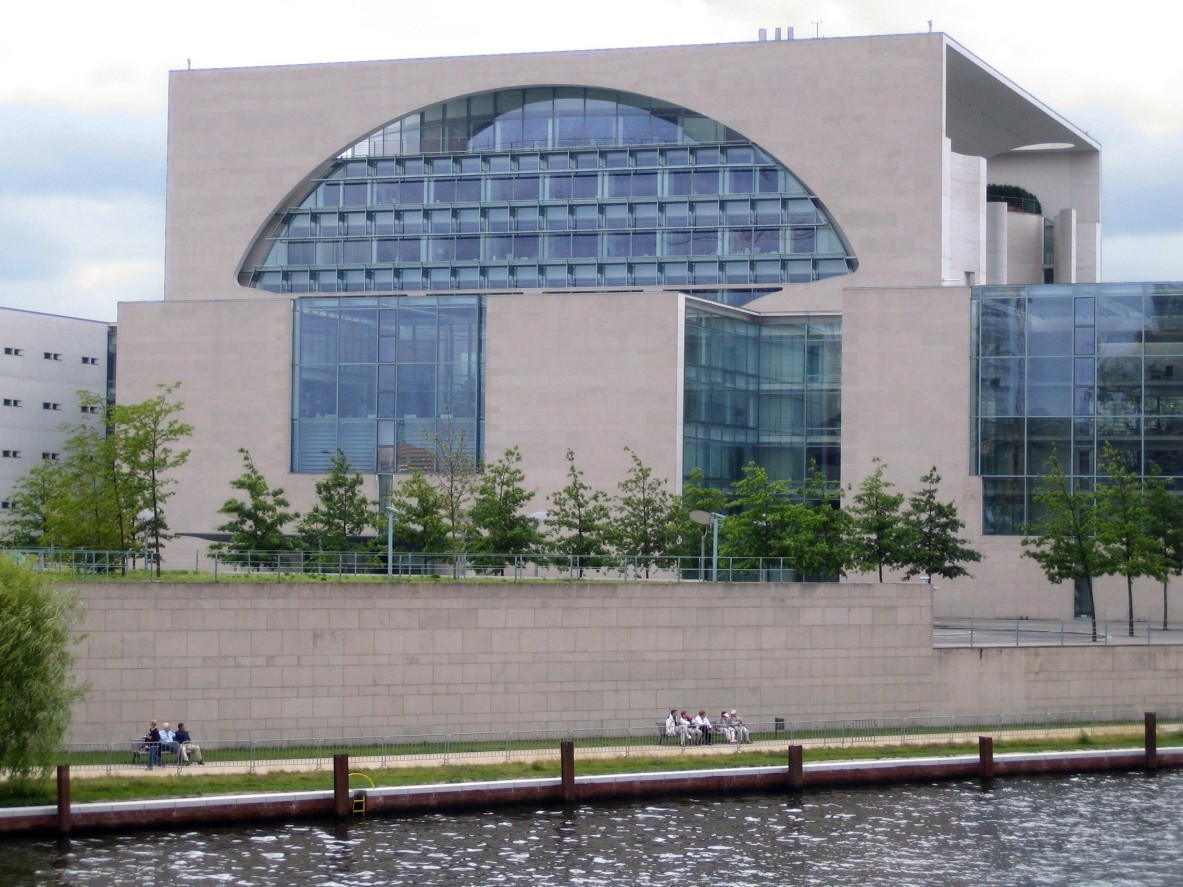
Bundeskanzleramt (Berlin), Axel Schultes und Charlotte Frank (2001)

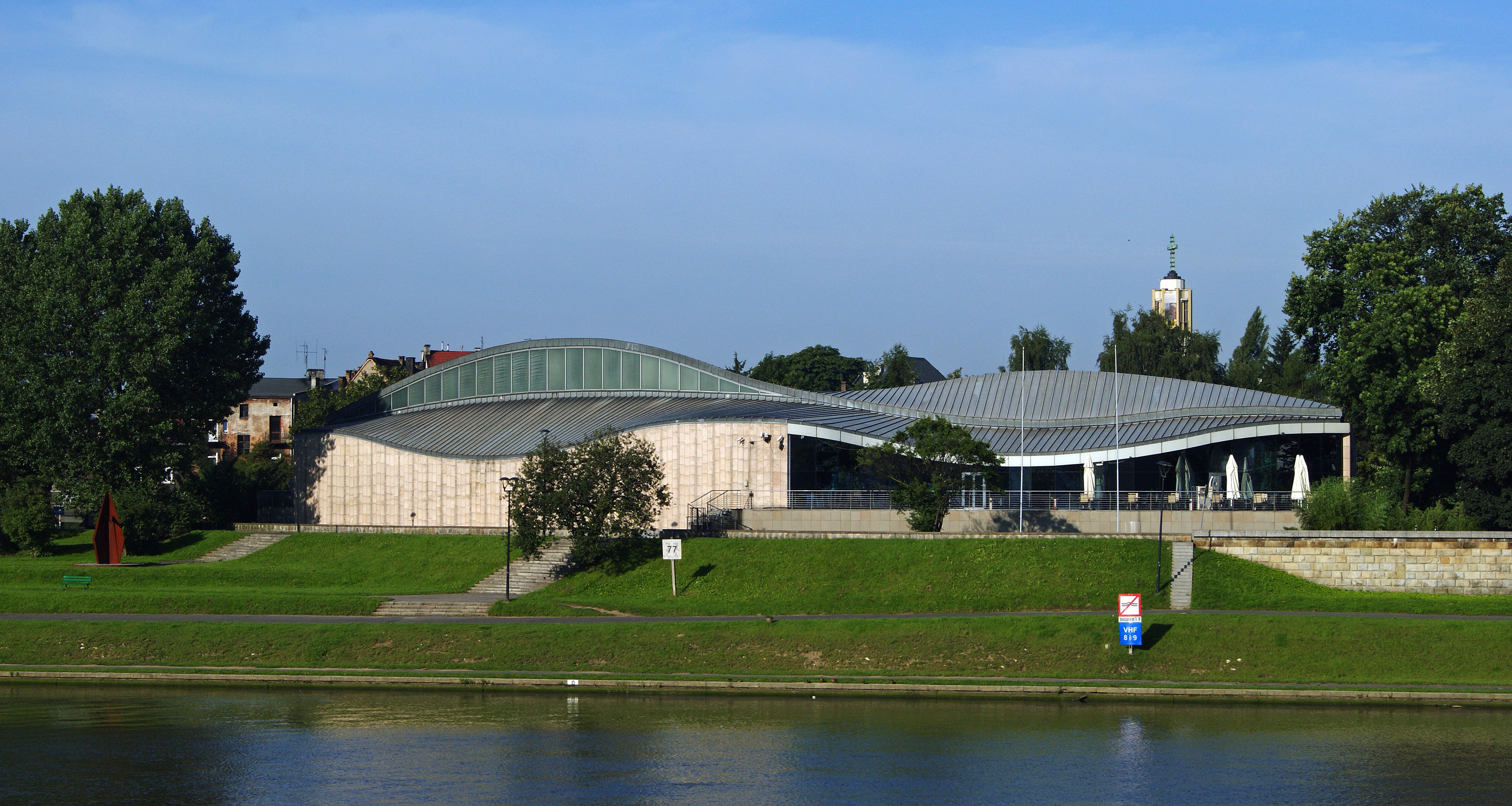
Museum der Japanischen Kunst und Technik Manggha (Krakau in Polen), Arata Isozaki und Krzysztof Ingarden (1994)

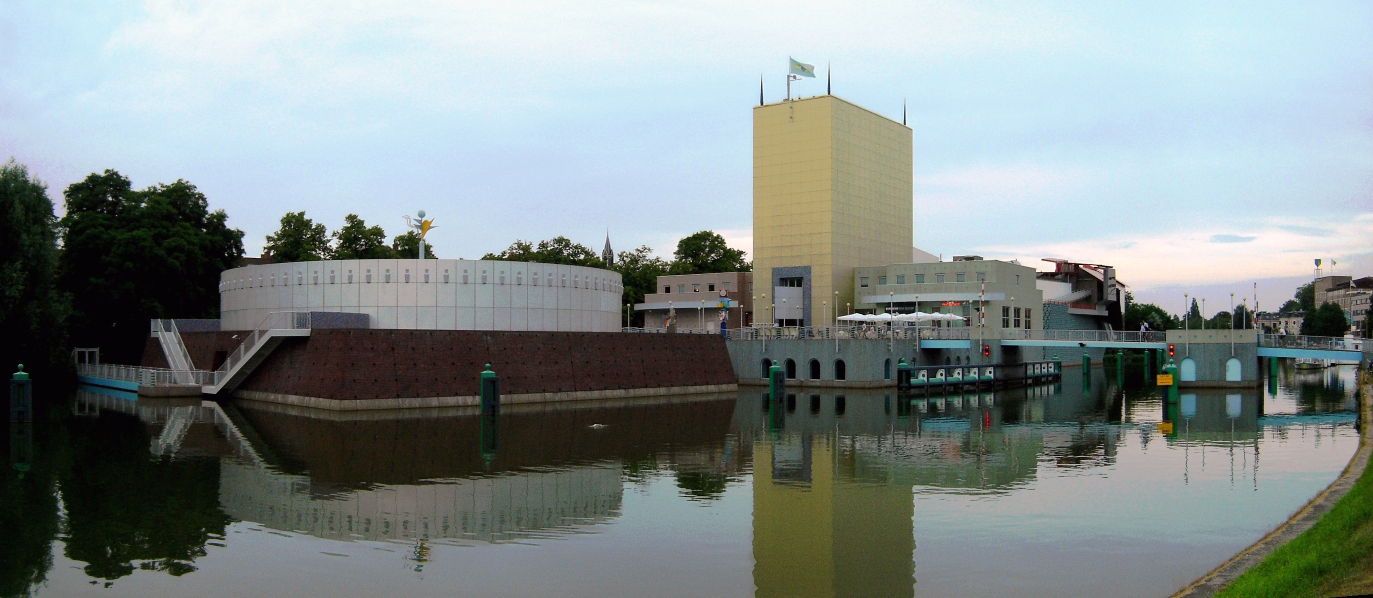
Groninger Museum, Niederlande, von Alessandro Mendini u. a. (1994)

In den frühen 1990er-Jahren erlebte die postmoderne Architektur in Deutschland einen zeitweiligen Höhepunkt. Mit den Stadtsanierungen in den Neuen Bundesländern, der Bundeshauptstadt Berlin wie auch dem gesamten ehemaligen Rat für gegenseitige Wirtschaftshilfe wurden Baulücken wie auch ganze Stadtquartiere nach postmodernen Grundlagen saniert und in vielen Fällen völlig neugestaltet. Oft war weniger die Intention der Architekten als das Bedürfnis der Bauherren nach schnell zu vermittelnden Botschaften, Frische und „unsozialistischer“ Formsprache ausschlaggebend; die Abstraktheit der Einzelformen ermöglichte preisgünstige, schnelle, aber auch technisch weniger ausgefeilte Lösungen als noch in den 1980ern durch die westeuropäischen „Gründerväter“. Völlige Neuplanungen wie z. B. der Potsdamer Stadtteil Kirchsteigfeld blieben in Deutschland die Ausnahme, jedoch konnten Architekten wie Hans Kollhoff und die Brüder Patzschke mit einer ernsthaft gehaltenen, akademisch-klassistischen Formsprache an wichtigen Standorten in Berlin-Mitte, Chemnitz und Dresden neue Akzente setzen. Derartige Wirkungsmacht konnte jedoch nur einer kleinen Anzahl von im Geist der Postmoderne entworfenen Bauwerken zuteilwerden.
Spätestens seit Mitte der 1990er Jahre war die Postmoderne in Deutschland und Westeuropa auf dem stetigen Rückzug, begleitet von einer Welle der Kritik und Distanzierung durch Architekten, Kulturbeauftragte und Presse.
Um das Jahr 2000 herum galt die Postmoderne gemeinhin als abgeschlossenes Kapitel, abgelöst vom neuen Minimalismus, der dem Detail und der technischen Entwurfsfertigkeit des Architekten mehr Bedeutung beimaß als der formalen Fassadengestaltung. Ob in die „High-Tech-Architektur“ eingegangene Reste des Dekonstruktivismus sowie die Blob- und integrative Medienarchitektur tatsächlich ihre weltanschaulichen Vorläufer im Postmodernismus finden bzw. dieser aufgespalten fortlebt, muss dahingestellt bleiben. Mit zunehmender Differenzierung der „Gestaltungsmilieus“ und der fehlenden Gegenwucht zu rein kommerziell begründeten Vorgaben verlieren auch Kategorien wie „Stil“ und „Epoche“ an Bedeutung. Der aus der Musikwelt entlehnte Begriff Potpourri Stil beschreibt das aus beliebten, regionalen, nationalen, aber auch bewährten, zuverlässigen oder dekorativen Elementen vielfältig zusammengestellte derzeitige Bauen am ehesten, zumal das bunte Nebeneinander aller möglichen Elemente dem Zeitgeist der Event- und Unterhaltungsmentalität am ehesten entspricht.
In den USA sehnt man sich zurück zu „Small Town America“ des frühen 20. Jahrhunderts. Der Disneykonzern hat – neben vielen anderen Bauträgern – die bekannteste Siedlung des sogenannten New Urbanism geschaffen: Celebration (Florida), eine Siedlung, die Kleinstadtleben simuliert, von der Umgebung eleganterweise nicht durch einen Zaun, sondern Wasserflächen getrennt und mit historisierenden Gebäuden im Stil des 18. und 19. Jahrhunderts („Colonial Revial“, „Federal Style“) bebaut ist. Jedoch ist diese Art von (vorstädtischer) Städteplanung selbst während der 1960er und 1970er Jahre nie aus dem Blickfeld amerikanischer Bauherren und Architekten verschwunden. Neuplanungen im englischen Landhausstil wie Poundbury/Dorset,UK muten wie Inseln in einem völlig anders gearteten, von Nachkriegsmoderne geprägten Umfeld an.
Rekonstruktionen kriegszerstörter Gebäude wurden an kulturhistorisch wichtigen Standorten in allen Bauepochen ab 1945 durchgeführt, doch es gibt einen losen zeitlichen Zusammenhang zwischen Postmoderne bzw. stärker verbreiteter traditioneller Architektur, wie beispielsweise den Fachwerk-Rekonstruktionen in Hildesheim und Frankfurt/Main der 1980er Jahre.
In stadtnahen Gewerbegebieten oder an den Autobahnen werden die großen „Trapezblechkisten“ gerne dekoriert. Besonders, wenn Konsumerlebnisse erwünscht sind, kann wie z. B. beim CentrO, einem großen Einkaufszentrum in Oberhausen oder in Factory-Outlet-Center wie bei Wertheim oder Ingolstadt, eine komplette Phantasiestadt simuliert werden.

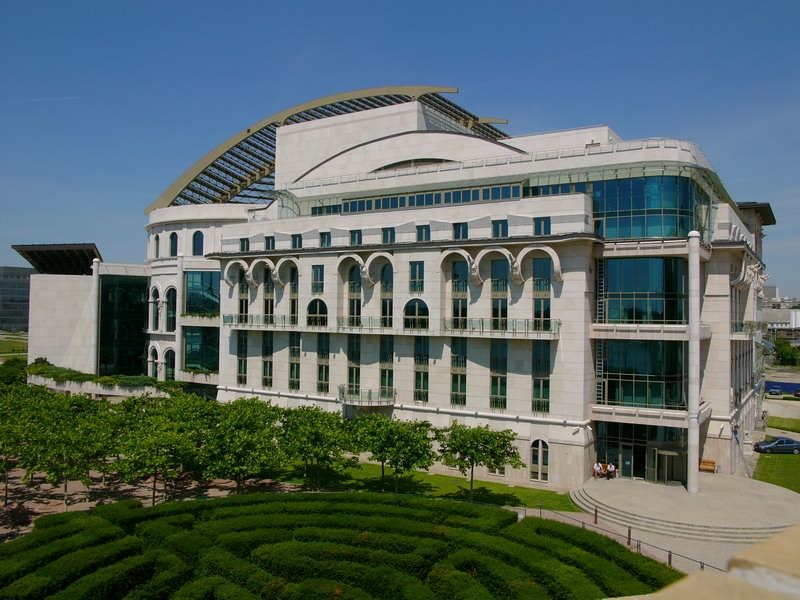
Ungarisches Nationaltheater Budapest im IX. Bezirk nach 2002

In den Niederlanden, lange das europäische „Labor“ für moderne Architektur, ist anscheinend ebenfalls ein Wendepunkt erreicht; neue Wohnbauprojekte werden z. B. in Form eines Wasserschlosses gebaut.
Die Boomstädte Asiens bedienen sich bei ihren Großprojekten ebenfalls gerne im unbegrenzten Repertoire der Gestaltung: historisierende asiatische Elemente werden mit westlichen genauso kombiniert wie klassische Moderne mit neuen High-Tech-Fassaden.
In den osteuropäischen Ländern wie auch in der GUS verhält es sich ähnlich. In Polen, der Ukraine und anderen wurde die Postmoderne in ihrer Entwicklung, unbeeindruckt von kulturpolitischen Debatten, seit 1990 nicht unterbrochen. Mit der Einarbeitung von Versatzstücken lokaler Architekturgeschichte in durchaus freie „Stadterzählungen“ (zumeist auf kriegszerstörten Bauflächen) reichen die Ergebnisse von Kopien des Nachwendebaumarktstils mit dekonstruktiven Einsprengseln bis zu gestalterisch und materialtechnisch hochwertigen Adaptionen bzw. Paraphrasen ehemaliger oder noch vorhandener historischer Stadtkerne. Derartiges ist insofern noch „postmodern“, als die dortige bauliche Zitatensammlung auch weiterhin keinem in einem Ideenbund verankerten kulturpolitischen Regelwerk (wie z. B. beim sozialistischen Realismus) unterworfen ist und ihrem Wesen nach – wie alle nachmodernen Strömungen auch – fluktuativ ist.